# Auber 93/2012
Deze pagina geeft een overzicht van de Auber 93-wielerploeg in  2012.

## Algemeen
Algemeen manager: Stéphane Javalet
Ploegleiders: Guy Gallopin, Stephan Gaudry
Fietsmerk: LOOK

## Renners
| Naam                | Geboortedatum | Nationaliteit | Ploeg 2011              |
| ------------------- | ------------- | ------------- | ----------------------- |
| Romain Bacon        | 08-03-1990    | Frankrijk     |                         |
| Fabien Bacquet      | 28-02-1986    | Frankrijk     |                         |
| Nicolas Bazin       | 09-06-1983    | Frankrijk     |                         |
| Flavien Dassonville | 16-02-1991    | Frankrijk     |                         |
| Benoît Drujon       | 03-06-1985    | Frankrijk     | Neoprof                 |
| Mathieu Drujon      | 01-02-1983    | Frankrijk     |                         |
| Guillaume Faucon    | 13-12-1986    | Frankrijk     |                         |
| Dimitri Le Boulch   | 20-02-1989    | Frankrijk     |                         |
| Johan Mombaerts     | 06-10-1984    | Frankrijk     |                         |
| Ronan Racault       | 02-11-1988    | Frankrijk     |                         |
| Nicolas Rousseau    | 19-04-1986    | Frankrijk     |                         |
| Jonathan Thiré      | 19-04-1986    | Frankrijk     |                         |
| Steven Tronet       | 14-10-1986    | Frankrijk     | Roubaix-Lille Métropole |
| Stagiaires          |               |               |                         |
| Aliaume Leblond     | 02-06-1992    | Frankrijk     |                         |
| Théo Vimpere        | 03-07-1990    | Frankrijk     |                         |
| Yannis Yssaad       | 25-06-1993    | Frankrijk     |                         |

## Belangrijke overwinningen
| Ronde van Bretagne 7e etappe: Dimitri Le Boulch | Omloop van Lotharingen 5e etappe: Steven Tronet | Ronde van Normandië 8e etappe: Benoît Drujon |

1994 · 1995 · 1996 · 1997 · 1998 · 1999 · 2000 · 2001 · 2002 · 2003 · 2004 · 2005 · 2006 · 2007 · 2008 · 2009 · 2010 · 2011 · 2012 · 2013 · 2014 · 2015 · 2016